# Flemingia
Genre
Synonymes
- Lepidocoma Jungh.
- Luorea Neck. ex J.St.-Hil.
- Maughania J.St.-Hil.
- Moghamia Steud.
- Ostryodium Desv[2].

Flemingia est un genre de plantes à fleurs dicotylédones de la famille des Fabaceae, sous-famille des Faboideae, originaire d'Afrique, d'Asie et d'Australie, qui compte 37 espèces acceptées.

## Étymologie
Le nom générique, « Flemingia », est un hommage à John Fleming (en) (1747-1829), chirurgien, naturaliste et politicien anglais.

## Liste d'espèces
Selon The Plant List (28 septembre 2018) :
- Flemingia bhutanica Grierson
- Flemingia brevipes Craib
- Flemingia cavaleriei (H. Lév.) Lauener
- Flemingia chappar Benth.
- Flemingia faginea (Guill. & Perr.) Baker
- Flemingia ferruginea Benth.
- Flemingia fluminalis C.B. Clarke ex Prain
- Flemingia glutinosa (Prain) Y.T.Wei & S.K.Lee
- Flemingia gracilis (Mukerjee) Ali
- Flemingia grahamiana Wight & Arn.
- Flemingia involucrata Benth.
- Flemingia kerrii Craib
- Flemingia kradungensis Niyomdham
- Flemingia kweichowensis Y.T.Wei & S.K.Lee
- Flemingia lacei Craib
- Flemingia lineata (L.) Aiton
- Flemingia macrophylla (Willd.) Merr.
- Flemingia mengpengensis Y.T.Wei & S.K.Lee
- Flemingia nilgheriensis (Baker) T.Cooke
- Flemingia paniculata Benth.
- Flemingia parviflora Benth.
- Flemingia pauciflora Benth.
- Flemingia praecox Prain
- Flemingia procumbens Roxb.
- Flemingia prostrata Roxb.
- Flemingia rollae (Billore & Hemadri) An.Kumar
- Flemingia sarmentosa Craib
- Flemingia schultzii (F.Muell.) Maconochie
- Flemingia semialata Roxb.
- Flemingia sootepensis Craib
- Flemingia stricta Roxb.
- Flemingia strobilifera (L.) W.T.Aiton
- Flemingia tiliacea Niyomdham
- Flemingia trifoliastrum Domin
- Flemingia tuberosa Dalzell
- Flemingia wangkae Craib
- Flemingia wightiana Wight & Arn.